# Pat Cortina
Pat Cortina (Montréal, 1964. szeptember 4. –) kanadai jégkorongedző, 2003 és 2010 között a magyar férfi jégkorong-válogatott szövetségi kapitánya, a sportág magyarországi történetének egyik legsikeresebb szakembere.

## Az edzői pálya kezdete
Pat Cortina olasz apa és portugál anya gyermekeként született. Mivel Montréal a jégkorong Mekkájaként is nevezetes, így nem csoda, ha korán kapcsolatba került a hokival. Miután 19 évesen megszerezte képesítését, csakis a jégkorong edzősködésnek él. A nyolcvanas években Európába települt át, és Olaszországban kezdett dolgozni. Az 1992-es albertville-i Téli Olimpián már mint "assistant coach" szerepel az olasz válogatottnál. Klubedzőként is sikeres: Az általa gardírozott Asiago 40 mérkőzésen keresztül nem talál legyőzőre-ez ligarekord a mai napig. Három évig vezeti (2000-2003) az olasz nemzeti együttest -két A csoportos és egy Divízió 1-es VB-n.

## Pat Cortina Magyarországra érkezése
A kanadai-olasz származású szakember 2003-ban érkezett Magyarországra a Magyar Jégkorong-Szövetség hívására. 2004 januárjában átvette az Alba Volán SC irányítását az addigi vezetőedző, Branislav Sajbantól, addig a Fehérvári Ördögöket edzette. 2006-ig dolgozott Fehérváron.
Bajnoki címei: 2004/2005/2006

## Élet a Volán után
2006 októberében elvállalta a német másodosztályban szereplő EHC München szakmai munkájának irányítását, ahol az együttessel elődöntőt vívtak.
A 2007/2008-as szezonban az EBEL-ben játszó TWK Innsbruck együttesét irányította, innen távozni kényszerült idő előtt. Következő (régi-új) csapata az EHC München. A bukdácsoló csapatot kis híján ismét a rájátszásba vezette.

## Válogatottak kispadján
Pat Cortina 2000 és 2003 között az olasz válogatott szövetségi kapitánya volt. A tréner két A csoportos és egy Divízió 1-es világbajnokságon vezette az olaszok nemzeti csapatát, sőt 2003-ban az ő irányításával szerezték meg a negyedik helyet az Universiadén is az olasz hokisok.
2003 óta a magyar válogatott szövetségi kapitánya. Egy negyedik, egy harmadik, és egy második hely után a válogatottat 70 év után, 2008-ban A csoportba juttatta. Korábban szintén nagy sikert aratott Svédország (2007. március 30., 2:1) legyőzésével, mivel Magyarország még soha nem győzött sem olimpiai, sem világbajnoki címvédő ellen.
Sokak szívébe belopta magát, amikor Ukrajna legyőzése után letörölt egy könnycseppet, a már A csoportos válogatott tiszteletére játszott Himnusz alatt.
2008-ban a magyar sportújságírók szavazatai alapján az év szövetségi kapitánya választáson második helyen végzett Kemény Dénes vízilabda kapitány mögött.

### Az A csoportos Világbajnokságon
A magyar csapat a világelitben meglehetősen nehéz csoportba került. Ellenfelei Szlovákia, Kanada és Fehéroroszország voltak. Az a bravúr, hogy a csapat még itt kiharcolja a bentmaradást, nem sikerült, annak ellenére sem, hogy Szlovákiával (3-4), illetve Fehéroroszországgal (1-3) is szoros meccset játszott. A kiesés elkerülése végül az alsóházban sem sikerült. Cortina szerződését -mivel az edző klub és válogatottbeli munkája nem volt összeegyeztethető- a magyar szövetség 2009 szeptemberében nem hosszabbította meg. Magyarországi munkájának elismeréseként 2009. szeptember 29-én a Magyar Köztársasági Érdemrend lovagkeresztje kitüntetést vehette át a sportért felelős önkormányzati minisztertől.
2019-től a magyar női jégkorong-válogatott szövetségi kapitánya lett. Klubedzői kötelezettségei miatt nem tudott jelen lenni a válogatott felkészülésein. Ezért 2020 tavaszán megbízatását a magyar szövetség megszüntette.
2019-ben a német Grizzlys Wolfsburg edzője lett. 2021-ben csapatát a DEL döntőjéig vezette. A szezon végén a Wolfsburg nem hosszabbította meg a szerződését. 2021 nyarán a német oberligás SC Riessersee edzőjének nevezték ki. 2022 márciusában a klubedzői tevékenysége mellett ismét a magyar női jégkorong-válogatott szövetségi kapitánya lett.